# Niendorf Flügel- und Klavierfabrik
Die deutsche Niendorf Flügel- und Klavierfabrik geht auf eine vor mehr als hundert Jahren gegründete Klavier-Manufaktur zurück. Sie hatte ihren Sitz in Luckenwalde (Land Brandenburg).

## Gründung und Aufstieg
Hermann und Karl Niendorf gründeten 1896 in Luckenwalde eine Musikinstrumentenfabrik, anfangs Niendorf & Hemprich, spezialisierte sich auf Stutz- und Salonflügel, sowie Klaviere. Die Erzeugnisse wurden ab dem beginnenden 20. Jahrhundert zu 30 Prozent in Deutschland und zu 70 Prozent in alle Welt (vorwiegend Südamerika) verkauft. Der Markenname Gebr. Niendorf wurde im Jahr 1900 eingeführt.

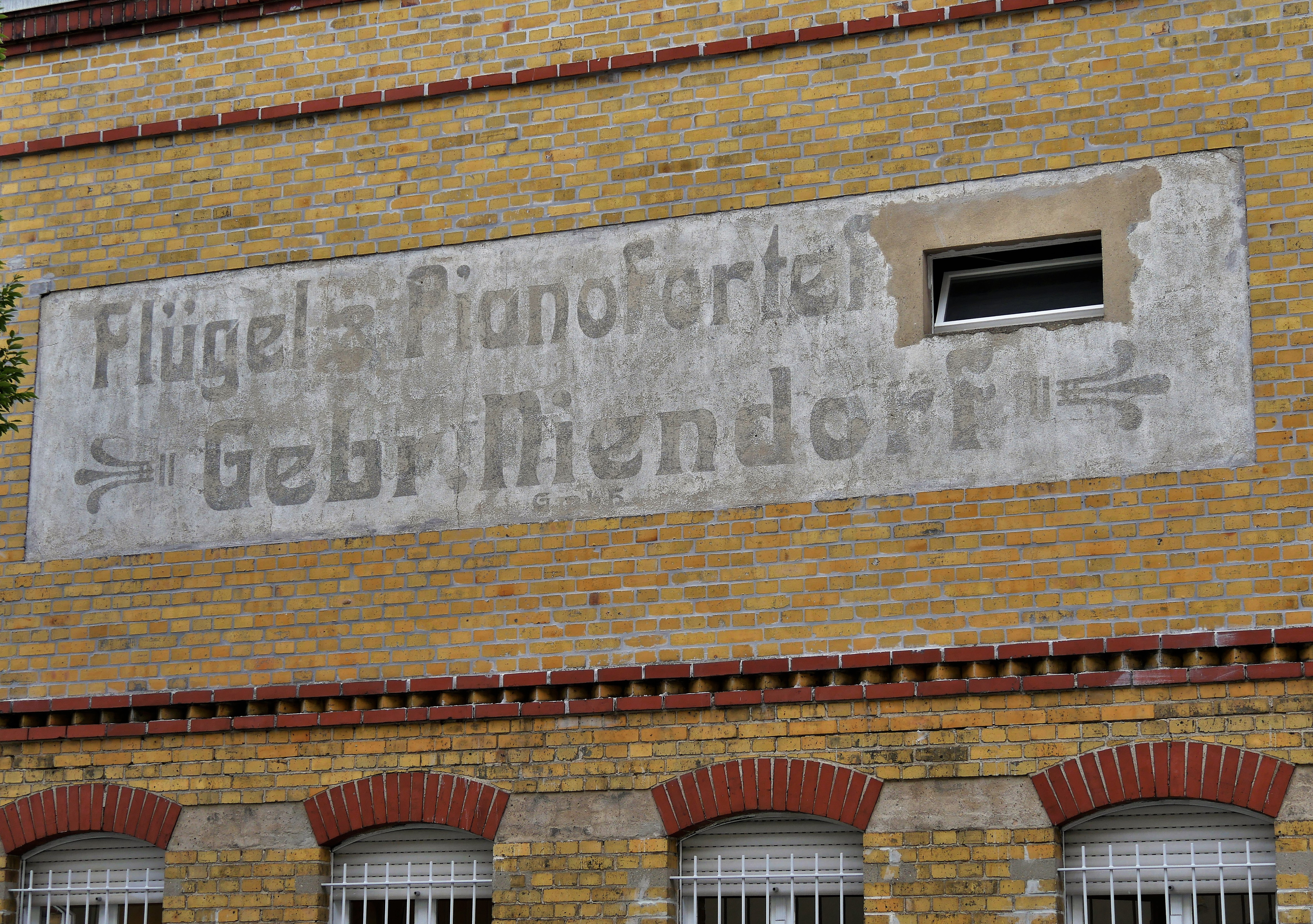
Ehemalige „Flügel- und Pianofortefabrik Gebr. Niendorf“ in Luckenwalde

1921 brannte die ursprüngliche Fabrik fast vollständig ab, sodass das Unternehmen 1922 auf einem rund 45.000 m² großen Grundstück im neu entstandenen Industriegelände von Luckenwalde neu begann. Dazu wurde die Gebr. Niendorf Pianofortefabrik AG gegründet. 1929 trat das Unternehmen, wie andere renommierte deutsche Hersteller, der Deutsche Piano-Werke AG bei, einem Zusammenschluss mehrerer Hersteller mit dem Ziel, bestimmte Arbeitsprozesse zu vereinheitlichen, um die wirtschaftlich schwierige Situation in Folge der Weltwirtschaftskrise besser zu überstehen. Die Produktionsstandorte der Piano-Werke AG befanden sich in Luckenwalde und später auch in Braunschweig. Zwei Jahre später lösten sich Hermann Niendorf und Max Niendorf aus dem Verbund und ließen die Firma Gebr. Niendorf (ohne den Zusatz Aktiengesellschaft) wieder ins Handelsregister eintragen.
In den 1930er Jahren mussten die Brüder Insolvenz anmelden, sie wurden im Jahr 1938 von der Fa. Riese, Hallmann & Co. übernommen, der bereits bekannte Markenname Gebrüder Niendorf blieb erhalten.

## Zwischen 1945 und 1995
Unter Leitung des VEB Deutsche Piano Union Leipzig wurde Gebr. Niendorf 1974 in der DDR verstaatlicht. Die Produktion hochwertiger Instrumente wurde fortgeführt und diese unter anderem in die USA, Asien, Westeuropa und in die UdSSR exportiert. Die Klaviere und Flügel liefen unter den Namen Niendorf, Hupfeld, Gerbstädt, Rönisch, Zimmermann, Steinbach, Fuchs & Möhr sowie Alexander Herrmann. Diese vorherigen kleineren Manufakturen waren in den Folgejahren zusammengeschlossen worden. Die Jahresproduktion konnte auf ca. 3000 Instrumente gesteigert werden.
Im Rahmen der vogtländischen Musiktage 1985 erhielten verdienstvolle Werktätige der Musikinstrumenten-Industrie den Ehrenpreis für hervorragende Leistungen im Musikinstrumentenbau der Deutschen Demokratischen Republik. Den Ehrenpreis 2. Klasse bekam das Kollektiv von Klavierbauern, Technologen und Konstrukteuren aus dem Betriebsteil Luckenwalde des VEB Deutsche Piano-Union Leipzig. Gewürdigt wurden damit die Verdienste um die Entwicklung des Flügel-Modells Zimmermann 145 und des hierbei erreichten hohen Qualitätsniveaus, das u. a. durch eine Goldmedaille der Leipziger Messe Anerkennung fand. 
Ende der 1980er Jahre hatte Niendorf 350 Mitarbeiter. Nach der deutschen Wiedervereinigung, in den 1990er Jahren startete die Märkische Pianofabrik als Treuhandbetrieb mit dem Markennamen Niendorf, um wenig später von der Leipziger Pianofortefabrik als Märkisches Werk Luckenwalde übernommen zu werden.

## Zwischen 1996 und 2005
1995 sollte das Märkische Werk aufgegeben werden, wurde aber 1996 durch die ehemalige Mitarbeiterin und kaufmännische Leiterin, Regina Rotsch, aufgekauft und als Rotsch Flügel- und Klavierbau neu belebt. Allerdings meldete der Hauptauftraggeber, das Leipziger Werk, schon wenige Monate später Konkurs an.
In den Jahren 2000 bis 2005 wurde das Unternehmen vom Ehemann Hennig Rotsch und deren gemeinsamer Tochter, Christina Rotsch, geleitet. Neue Instrumente wurden an frühere Geschäftspartner in die USA geliefert.

## Zwischen 2014 und 2020
2014 gründeten der ehemalige Mitarbeiter und Klavier- und Cembalobauer Markus Ernicke und der Klavierproduzent Mingtong Zheng aus Schanghai die Firma neu. Unter neuer Führung wurden ab 2015 wieder Klaviere und Flügel Made in Germany gefertigt.
2017 wurden ca. 60 Instrumente gefertigt. Das Portfolio reichte zuletzt von Klavieren in den Größen 118 und 123 cm über Flügel mit 145er, 172er, 227er Länge und seit September 2017 auch über einen 275er Konzertflügel. Die Firma Niendorf verbaute seit 2016 nur Komponenten aus deutscher Herkunft.